# 企業戦争
企業戦争（きぎょうせんそう）とは、情報戦のうち、企業が別の企業を攻撃することである。このような戦争は、経済戦争やサイバー戦争の一部である場合もあるが、スパイ行為や「汚い」広報戦術、物理的な窃盗行為を伴う場合もある。その意図は主に、経済的利益のために相手企業の価値を不安定にしたり低下させたり、企業秘密を盗んだりすることにある。

## フィクションにおける企業戦争
SFジャンルのサイバーパンクでは、企業は自社のデータを守り、個人を雇って競合他社のコンピュータシステムに侵入する。ウィリアム・ギブスンによって開拓されたこのジャンルでは、権力は主に巨大企業の手中にあり、彼らはしばしば独自の私設軍隊や治安部隊を擁し、互いに企業間戦争を繰り広げている。

## サイバー空間における企業戦争
コンピュータ・セキュリティの専門家であるWinn Schwartauによると、企業間の情報戦では、企業は通常、競合他社の標的になっている。このような戦争には、産業スパイ、偽情報の流布、機密情報の漏洩、企業の情報システムの破壊などの方法が含まれる。
サイバーセキュリティおよびサイバー兵器関連企業であるEndgame, IncのChris Roulandは、データを盗もうとする国家や犯罪者に対して、民間企業が「ハックバック」することを認めるべきだと主張し、物議を醸した。ジョージ・ワシントン大学サイバー・アンド・ホームランド・セキュリティ・センターが設置した専門家パネルは、米国の企業や政府のデータベースに対する攻撃が相次いだ後、ハッカーを阻止するための「能動的防御」手段を認めるために政策を緩和すべきだとし、「病気そのものよりも悪い結果を招くような治療は望んでいない」ため、ハッキングバックに関しては推奨しなかった。関連して、2017年2月に開催されたRSAカンファレンスで、マイクロソフトのブラッド・スミス社長は、テクノロジー企業は、サイバー紛争における中立性を誓うことで、オンライン上の信頼と安定性を維持する必要があると述べた。
インターネットのビジネス利用が劇的に増加したことで、民間企業はサイバー攻撃のリスクにさらされている。GarciaとHorowitzは、インターネット・セキュリティへの投資に対する経済的動機を考慮したゲーム理論的アプローチを提案し、企業がサイバー攻撃の可能性を考慮して長期的なセキュリティ投資を計画するというシナリオを調査した。
ボットネットは、ビジネスにおける競合他社をオフラインするために使用される場合がある。企業に雇われて、ネットワーク上で競合他社の操作を妨害することもある。
テクノロジー大企業の間では、「パテント・トロール、インサイダーブログ、企業の言い分」によって、低品位な企業間戦争が常に行われている。
企業間戦争におけるサプライチェーン攻撃は、サプライチェーンインターディクションと呼ぶことができる。
また、この用語は主に民間軍事会社の関与によって戦争が民営化されることを指す場合もある。
ジュネーブ条約第4条の「第3GC IからIVまでの意味における非国際武力紛争」の概念は、「企業戦争のルネッサンス」をカバーするのに十分な広さであると推測されている。

## アートにおける企業戦争
2016年、ドイツのデザインスタジオForealによるデジタルイラストシリーズ「Corporate Warfare」は、大手ブランド企業のパワーと影響を、魚雷や原子爆弾と表現することで視覚化した。 Foreal社の共同創設者であるDirk Schusterは、「大企業は政府よりも大きな力を持つことがあるので、軍事的な文脈で表現した」と述べている。
テレビシリーズ『MR. ROBOT/ミスター・ロボット』のクリエーターであるサム・イスマイルは、「次の世界大戦は核兵器ではなく、情報、経済、企業間の戦争で行われるだろう」と述べている。